# Helenoperla
Helenoperla malickyi es la única especie del género monotípico de insectos plecópteros de la familia Perlidae,  Helenoperla,
Es un nuevo género europeo originario de Grecia.